# Балдево
Балдево (болг. Балдево) — село в Благоевградской области Болгарии. Входит в состав общины Гырмен. Находится примерно в 5 км к северо-западу от центра села Гырмен и примерно в 71 км к юго-востоку от центра города Благоевград. По данным переписи населения 2011 года, в селе  проживало 188 человек, преобладающая национальность — болгары.

## История
В окрестности села сохранились фракийские могильники и руины фракийских поселений Манастира, Колибищата, Костадин Св. Илия). Было раскопано погребение фракийского вождя, в которой обнаружены уникальные находки.
В селе находится большой православный храм.
Тяжёлые события в жизни села были в 1903 во время войны с турками, когда село сгорело от огня.

## Население
| Год     | 1934 | 1946 | 1956 | 1965 | 1975 | 1985 | 1992 | 2001 | 2011 |
| ------- | ---- | ---- | ---- | ---- | ---- | ---- | ---- | ---- | ---- |
| Жителей | 425  | 526  | 579  | 570  | 388  | 363  | 338  | 254  | 188  |

|  |